# 1497
Cette page concerne l'année 1497  du calendrier julien.
L'année 1497 est une année commune qui commence un dimanche.

## Asie
- Novembre : le Turc Djaghataï Bâbur, prince de Ferghâna, occupe Samarkand (jusqu'en mars 1498).

## Afrique
- 17 septembre : les Castillans prennent Melilla[1] au détriment des Wattassides.

## Explorations outremer et Amérique

### Explorations anglaises
- 24 juin : au service de l'Angleterre, le navigateur vénitien Jean Cabot, parti de Bristol le 2 mai pour explorer les côtes de l'Amérique du Nord, aborde Terre-Neuve ou l'île du Cap-Breton (Canada) qu’il revendique pour l’Angleterre[2]. Il longe ensuite les côtes du Labrador et de la Nouvelle-Angleterre, qu’il prend pour l’extrémité nord-est de l’Asie.

### Explorations portugaises

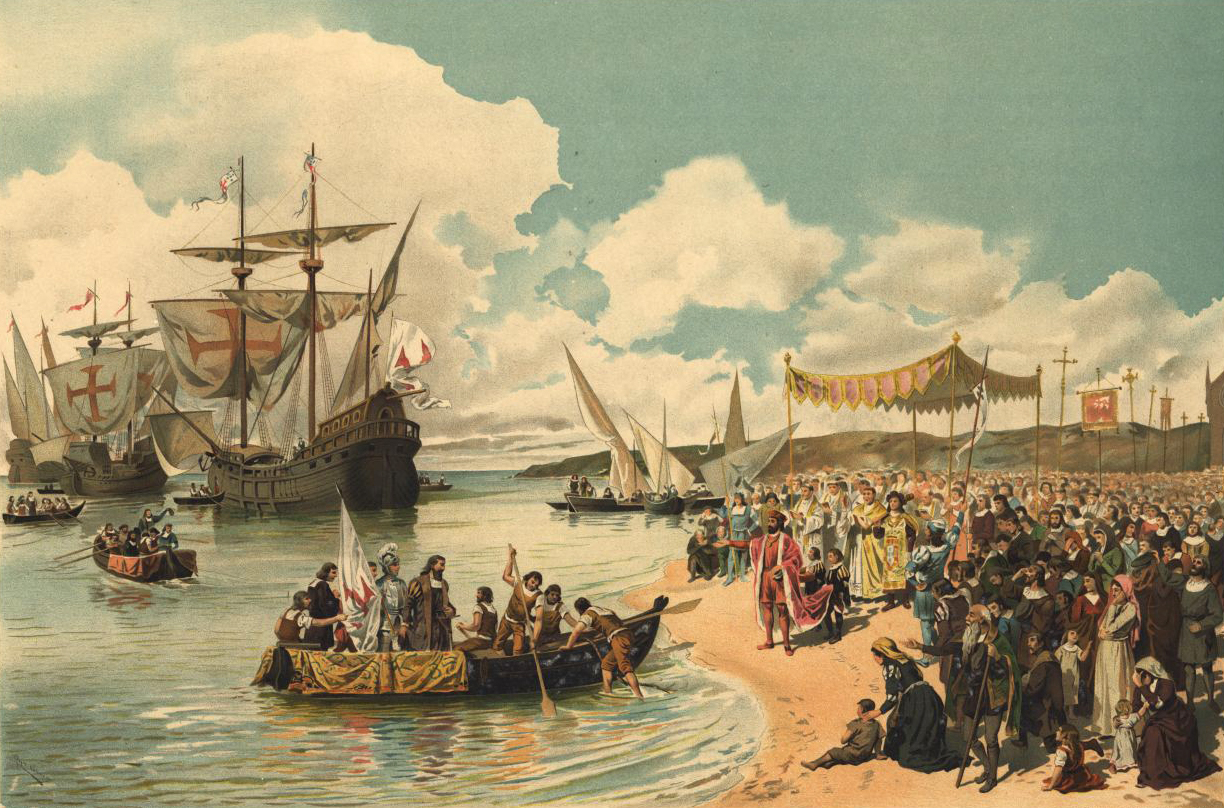
8 juillet : départ de Vasco de Gama pour les Indes. Il embarque plus de 150 hommes à bord de deux nefs semblables, d’une caravelle et d’un bateau d’accompagnement pour les provisions. Parmi eux, des condamnés de droit commun, des « desgradados », qui rachètent leur liberté au péril de leur vie. Deux hommes sur trois périront en cours de route, notamment à cause du scorbut.

- 8 juillet : Vasco de Gama quitte Lisbonne[3] ; il découvre la route des Indes par le Cap de Bonne-Espérance (1497-1499).
- 22 novembre :  Vasco de Gama double le cap de Bonne-Espérance[3].
- 25 décembre : il accoste dans la baie de Natal) sur la côte orientale de l'Afrique.

## Europe

### France (règne de Charles VIII)
- 2 août : édit de création du Grand Conseil, à la tête de la hiérarchie judiciaire (confirmé par l'édit du 3 juillet 1498)[4].

### Péninsule italienne: première guerre d'Italie
- 7 février, Italie : bûcher des Vanités à Florence[5].
- 5 mars : trêve entre l'Aragon et la France, étendue à l'Italie le 25 avril[6].
- 12 et 13 mai : excommunication de Savonarole[7] par le pape Alexandre VI, après que Savonarole, qui dénonce la corruption de l’Église et réclame une réforme, a refusé de venir à Rome.
- 13 novembre : le Sénat de la république de Venise ordonne l’expulsion des marranes de toutes les dépendances de la ville[8].

### Pays-Bas bourguignons (règne de Philippe le Beau)
- 3 avril : Marguerite, fille de Maximilien d'Autriche et de Marie de Bourgogne (morte en 1482), épouse l'infant Jean d'Aragon qui meurt le 4 octobre[9].

### Castille et Aragon (règne d'Isabelle de Castille et de Ferdinand II d'Aragon)
- 13 juin : réforme monétaire espagnole à Medina del Campo[réf. nécessaire].
- 4 octobre : mort de l'infant Jean d'Aragon (né en 1478), héritier présomptif. La succession passe à sa sœur aînée Isabelle, qui vient d'épouser le roi de Portugal Manuel Ier (Jean est tombé malade au cours de son voyage vers Lisbonne pour assister au mariage).

### Portugal (règne de ManuelIer)
- 19 mars : le roi Manuel Ier ordonne le baptême forcé de tous les enfants juifs de quatre à quatorze ans. Certains Juifs préfèrent tuer leurs enfants et se suicider. De nombreux enfants sont séparés de leurs parents pour recevoir une éducation chrétienne[10].
- 30 mai : le roi publie un édit promettant pour une durée de vingt ans protection et immunité aux nouveaux chrétiens qui risquent d’être molestés pour des questions de foi[10].
- Octobre : expulsion des Juifs qui refusent le baptême au Portugal. Le Grand Rabbin Simon Maimi meurt sous la torture pour ne pas être converti. Le roi Manuel fait rassembler 20 000 Juifs à Lisbonne pour les embarquer vers les Açores ou l’Afrique. Il fait pression sur eux pour les convertir. Au moment du départ, il fait jeter sur les foules entassées dans les navires de grands seaux d’eau bénite, les proclame chrétiennes et les fait débarquer[11].
- 30 septembre : Manuel Ier épouse Isabelle d'Aragon, qui est couronnée reine de Portugal.

### Angleterre (règne d'Henri VII)
- 24 mai : traité de commerce conclu à Boulogne entre l'Angleterre et la France[6].
- 14 juin : révolte antifiscale de Cornouailles. Bataille de Guildford[12].
- 17 juin : les rebelles de Cornouailles, conduit par Michael An Gof, sont écrasés à la bataille de Deptford Bridge ou de Blackheath[12].

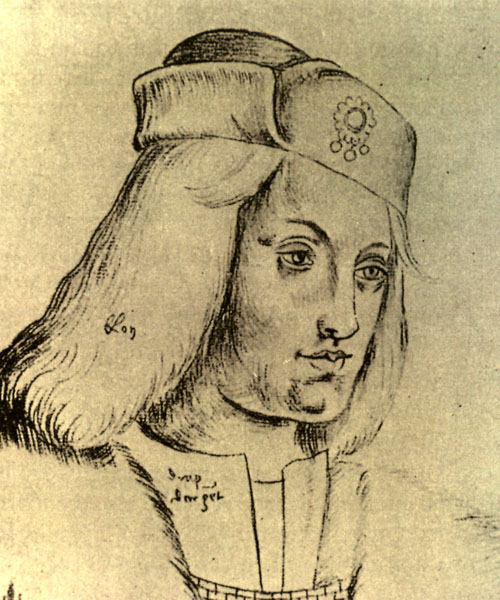
Portrait contemporain de Perkin Warbeck

- 7 septembre : début de la rébellion de Perkin Warbeck en Angleterre, aventurier flamand qui prétend être le duc Richard d'York, le plus jeune des enfants d’Édouard IV d'Angleterre assassinés dans la Tour de Londres en 1483[13]. Avec l’appui de la duchesse de Bourgogne Marguerite d'York, sœur d'Édouard IV, de d’Allemagne et du roi d’Écosse, il tente d’envahir l’Angleterre à la faveur d'une révolte populaire en Cornouailles[14] mais est fait prisonnier, puis pendu en 1499.

### Saint-Empire (règne de Maximilien d'Autriche)
- 7 novembre : début du règne de Philibert II de Savoie (fin en 1504)[15].
- Maximilien Ier est atteint par la syphilis[16].
- 21 juin : la confédération des Trois Ligues s’allie avec la Confédération des XIII cantons[17].

### Pologne et Lituanie
- 26 octobre : défaite polonaise de Suceava contre les Ottomans.
- Étienne le Grand de Moldavie lutte contre les Polonais[18].

### Russie
- Septembre, Russie : promulgation d’un code de lois pour tout le pays, le « Justicier » (Soudiebnik), d'une plus grande sévérité que les lois antérieures[19].

### Danemark et Suède
- 25 novembre : début du règne de Jean II, élu roi de Suède à Stockholm (fin en 1501). Un armistice étant intervenu entre Russes et Suédois, Jean de Danemark déclare seul la guerre à la Suède. L’archevêque d’Uppsala, qui domine le Conseil, passe dans le camp danois. Une armée danoise, composée de mercenaires allemands, apparaît devant Stockholm ; les troupes de Sten Sture sont battues à Rotebro, au nord de la ville (28 septembre). Jean se fait couronner roi de Suède (26 novembre). Sten Sture l'Ancien reçoit en fief la Finlande[20].

## Naissances en 1497
- 16 janvier : Go-Nara, empereur du Japon.
- 16 février : Philippe Melanchthon, réformateur.
- Hiver 1497-1498 : Hans Holbein le Jeune, peintre et graveur allemand, à Augsbourg.

## Décès en 1497
- 6 février : Johannes Ockeghem, musicien flamand de la Renaissance. (° v. 1420).
- 14 juin : Giovanni Borgia, duc de Gandia, fils du pape Alexandre VI Borgia, assassiné.
- 26 mai : Antonio Manetti (né en 1423), mathématicien et architecte italien.
- juillet : Paul de Baenst, magistrat et diplomate flamand.
- 4 octobre : L’infant de Castille Juan[9]. Jeanne la Folle, épouse de Philippe le Beau, devient héritière de Castille.
- vers 1497
  - Albert Brudzewski (né vers 1445), astronome, mathématicien, philosophe et diplomate polonais.
  - Martin Ibáñez de Marquina, corsaire espagnol.